# 戴维·罗默
戴维·罗默（英語：David Romer，1958年3月13日—），美国经济学家。美国经济协会执行委员会成员。主要研究方向为新凯恩斯经济学。1980年毕业于普林斯顿大学，1985年获麻省理工大学博士。

## 工作
- 1980年-1981年，经济建议理事会，初级研究员
- 1987年-1988年，美国国家经济研究局，访问学者
- 1988年，麻省理工大学访问助教
- 1993年春季，斯坦福大学访问助教
- 1995年秋季，斯坦福大学访问教授
- 1985年-1988年，普林斯顿大学助教
- 1988年-2004年，历任 加州大学伯克利分校助教，教授和政治经济学教授